# Kazakiska SSR
Kazakiska socialistiska sovjetrepubliken, förkortat Kazakiska SSR, var Kazakstans namn som sovjetrepublik.
I denna sovjetrepublik låg även rymdbasen Bajkonur, som idag hyrs av Ryssland. Kazakiska SSR var till ytan den näst största republiken i Sovjetunionen efter Ryska SFSR.
Huvudstaden var Alma-Ata.

## Historia
Kazakiska SSR bildades först som Kirgisiska ASSR i Ryska SFSR den 26 augusti 1920. 1925 döptes republiken om till Kazakiska ASSR. 
Det dröjde ända fram till 1936 innan Kazakiska ASSR blev en egen Sovjetrepublik, samtidigt med Kirgiziska SSR.
I och med Sovjetunionens fall blev Kazakiska SSR ett självständigt land - Kazakstan.
I folkomröstningen 1991, som handlade om Sovjetunionens, Socialistiska rådsrepublikernas unions, framtid, röstade 95% i republiken för att behålla unionen.

## Geografi
Kazakiska SSR sträckte sig med en längd av cirka 3 000 km från kinesiska gränsen (Xinjiang) i öster till Kaspiska havet och nästan fram till Volga i väster. Utsträckningen i norr-söder (mellan ungefär 560 och 400 norra breddgraden) är över 1 500 km. Kazakiska SSR omfattade låglandet nord och öster om Kaspiska havet, Ust-Urt-platån och Mugodzjarbergen, delar av Kyzyl Kum-öknen, Tungerstäppen och Kirgisstäppen, vilken österut övergår i ett högland. Längst i öst sköt utlöpare från Altai, Tarbagatay, Tianshan och andra centralasiatiska bergskedjor in i Kazakiska SSR. Norra och nordöstra delarna av Kazakiska SSR tillhörde Obs flodområde och avvattnades av Irtysj och dess bifloder till Norra ishavet. Större delen av Kazakiska SSR hade däremot ej avlopp till havet: Ural och Emba mynnade i Kaspiska havet, Syr-Darja i Aralsjön, Ili i Balchasjsjön.

## Klimat
Klimatet var ytterst kontinentalt och torrt, och större delen av Kazakiska SSR utgjordes av öknar, halvöknar och stäpper. Endast norra delen av Kazakiska SSR ligger inom den rysk-sibiriska svartajordszonen, och blott i bergstrakterna i sydöst finns ängar och skogar; dessa är de enda områden, där jordbruk kan drivas utan konstbevattning. Längs Syr-darja och Tju på Hungerstäppen fanns konstbevattningsanläggningar, och den konstbevattnade arealen (med odling av bland annat bomull, ris och tobak) beräknades 1945 uppgå till 13 500 km2.

## Näringsliv
Kazakiska SSR hade en betydande boskapsskötsel, som bedrevs främst av kazakerna. Kazakiska SSR hade mycket rika mineralfyndigheter: kol vid Karaganda (ett av Sovjetunionens viktigaste koldistrikt), Pavlodar, Tjikment och Karsakpai, koppar vid Kounrad och Karsakpai, nickel, bly, zink, guld, molybden, volfram m.m. samt olja vid Emba. Dessa fyndigheter och på dem grundade industrier ledde till en betydande stadsbildning.

## Demografi
Enligt den ryska folkräkningen 1897 utgjorde kazaker 81,7% av befolkningen, ryssar utgjorde 10,95%. 
| Nationalitet | 1959 % | 1970 % | 1979 % | 1989 % | 1999 % |
| ------------ | ------ | ------ | ------ | ------ | ------ |
| Kazaker      | 30,0   | 32,6   | 36,0   | 40,1   | 53,4   |
| Ryssar       | 42,7   | 42,4   | 40,8   | 37,4   | 29,9   |
| Ukrainare    | 8,2    | 7,2    | 6,1    | 5,4    | 3,7    |
| Vitryssar    | 1,2    | 1,5    | 1,2    | 1,1    | 0,8    |
| Tyskar       | 7,1    | 6,6    | 6,1    | 5,8    | 2,4    |
| Tatarer      | 2,1    | 2,2    | 2,1    | 2,0    | 1,7    |
| Uzbeker      | 1,5    | 1,7    | 1,8    | 2,0    | 2,5    |
| Ujgurer      | 0,6    | 0,9    | 1,0    | 1,1    | 1,4    |
| Koreaner     | 0,8    | 0,6    | 0,6    | 0,6    | 0,7    |